# Хаберберг
Хаберберг (нем. Haberberg) — исторический городской район Кёнигсберга. Располагался к югу от центра на одном из холмов города высотой 9,5 метров.
Со времён передачи города СССР название в официальной и бытовой сфере не применяется.

## Происхождение названия
По одной из версий, название связано с тем, что на склоне холма раньше были пашни, на которых выращивали овёс для корма лошадям. В то же время в Кёнигсбергском замке была Овсяная башня (Haberturm).
Другая версия ссылалась на легенду о том, что основатель Кёнигсберга богемский король Оттокар II Пшемысл, взглянув на местность, спросил у пруссов: «Haben wir´n Berg?»
Вероятно, обе версии ошибочны. К западу от Хаберберга на берегу залива находилась деревня Haffstrom (ныне посёлок Шоссейный), которая в старых источниках называлась Haberstroh. По аналогии и близлежащая возвышенность могла означать «гора у залива (бухты)», то есть Хаберберг.

## Местоположение и география

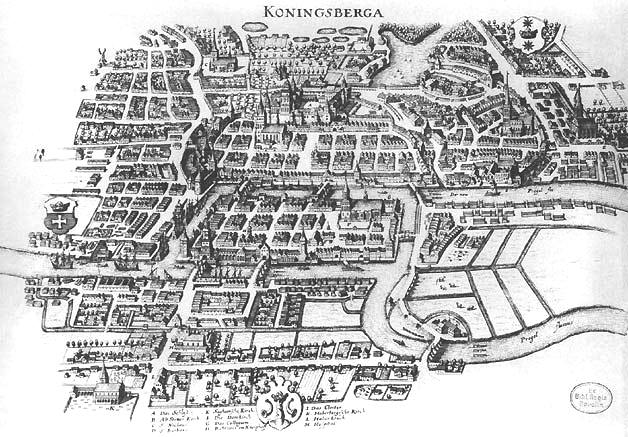
Карта Кёнигсберга 1651 года, на переднем плане Хаберберг с Хабербергской кирхой слева

Хаберберг находился на делювиальных отложениях поймы на низком левом берегу реки Прегеля южнее древних градообразующих районов (Альтштадта, Лёбенихта, Кнайпхофа), заселён позднее и был первоначально территорией, управляемой городским советом Кнайпхофа.
С севера район примыкал к Форштадту (граница — улица Unterhaberberg) и реке Прегелю (на востоке), с востока на запад тянулся от Фридландских до Бранденбургских ворот, примыкая с востока к Ломзе и Мюленхофу, с запада — к Нассер Гартену. На юге первоначально располагались оборонительные сооружения и городская стена. Позднее южнее района образовалась большая промышленная зона, отделявшая район от Понарта на юге и от Розенау — на юго-западе.
Со временем в районе начали выделяться Верхний Хаберберг (нем. Oberhaberberg) (совр. улица Богдана Хмельницкого), располагавшийся на возвышении, и Нижний Хаберберг (нем. Unterhaberberg) (совр. улица Багратиона). На самом юге располагался Haberberger-Grund (досл. «дно Хаберберга») — район в низине под оборонительным валом, в котором до 1930-х гг. находились казармы и манежи.

## История
Во времена Тевтонского ордена Унтерхаберберг был деревней с 24 домами, подчинявшейся Ордену, но в 1522 году великим магистром Альбрехтом она была передана Кнайпхофу.
В 1520 году польские войска захватили Хаберберг и угнали пасшийся там скот. В 1613 году Хаберберг вместе с расположенной южнее деревней Зелигенфельд (нем. Seligenfeld, ныне Дальнее) образовал собственную церковную общину, у которой поначалу была только кладбищенская часовня.
В 1652 году власти Кнайпхофа выделили Оберхаберберг как отдельный пригород. На горе находилась наблюдательная вышка.
Впоследствии через район проходили вальные укрепления крепости Кёнигсберг, а затем созданный на месте старых укреплений в начале XX века «Зелёный пояс». У Фридландских ворот начинался пейзажный Южный парк. Далее, между озеленёнными территориями бастиона Хаберберг и Бранденбургскими воротами располагался обширный сквер на площади перед Главным вокзалом (Вильгельмс-парк) с цветниками и стрижеными травяными газонами, украшенными деревьями-интродуцентами.
Ландшафт изменился после строительства Главного вокзала и сооружения в 1940-х годах многочисленных бомбоубежищ, газоубежища и ДОТов.
К скверу от привокзальной площади (Рейхсплац) примыкали озеленённые склоны холма Хаберберг, на котором стояла Хабербергская кирха (ныне в этом месте находятся Дом искусств и памятник В. Ленину с фонтаном). Общая ландшафтная концепция и многие деревья (каштаны, клёны, дубы, липы) сохранились до настоящего времени, хотя часть территории была застроена.

## Достопримечательности на территории Хаберберга
- Южный парк (нем. Südpark).
- Главный вокзал (нем. Hauptbahnhof).
- Улицы Позенерштрассе и Форштедтише Ланггассе (совр. Ленинский проспект)
- Улицы Альтер Гартен и Унтер Хаберберг (совр. улица Багратиона)

### Кладбища

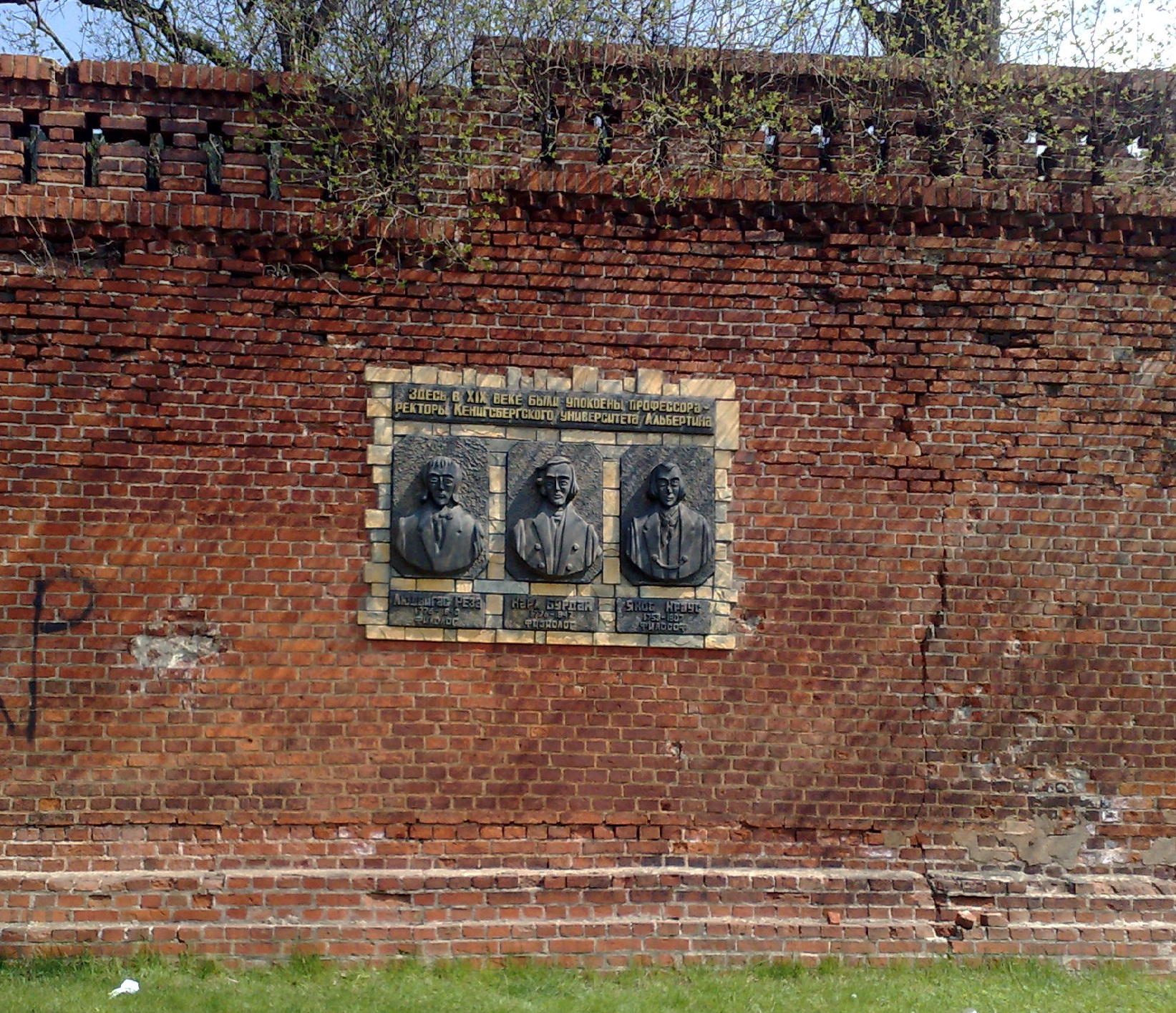
Мемориальная доска на стене бывшего кладбища в Хаберберге, на котором похоронены ректоры Кёнигсбергского университета

В связи с частыми эпидемиями захоронения в центре Кёнигсберга были запрещены и церковные общины получили территории для захоронений на окраинах.
В Хаберберге существовало кладбище у Хабербергской кирхи, а также два кладбища других общин у Бранденбургских ворот (Старое Альтштадтское кладбище и Старое Кнайпхофское кладбище, на котором захоронены ректоры Кёнигсбергского университета), в районе нынешней улицы Суворова (бывшей Берлинер-штрассе) находилось Старое Хабербергское кладбище.
Затем кладбища стали выноситься на ещё более дальние окраины растущего города. Так, Новое Хабербергское евангелическое кладбище расположилось на нынешней улице Киевской (бывшей Бранденбургской, теперь там расположен Балтийский парк), Новое Хабербергское католическое кладбище — на нынешней улице Камской (бывшей Годриенерштрассе).
После Второй мировой войны все эти кладбища, кроме кладбища на улице Камской, где до 1960-х годов продолжались захоронения, были уничтожены.

### Культовые сооружения
- Церковь Святого Семейства
- Хабербергская кирха
- Кирха Лютера в Хаберберге

### Фортификационные сооружения
- Фридландские ворота
- Бранденбургские ворота
- Равелины Фридланд и Хаберберг, соединённые насыпью Kovalier Haberberg
- Бастионы Хаберберг и Прегель

## Галерея

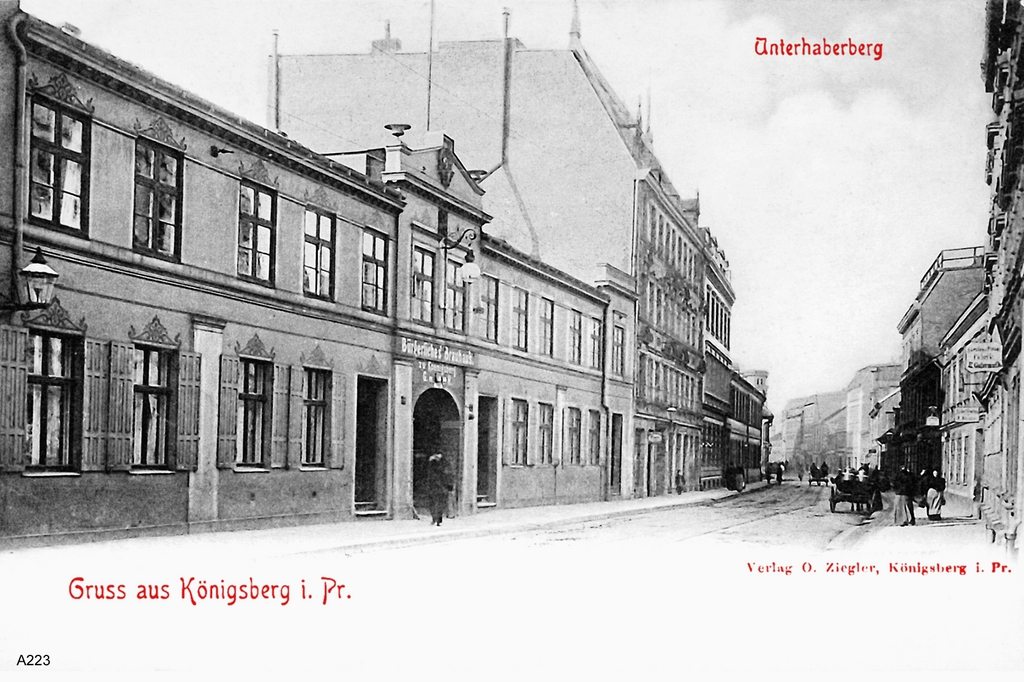
Улица Унтерхаберберг (ныне улица Багратиона Московского района)
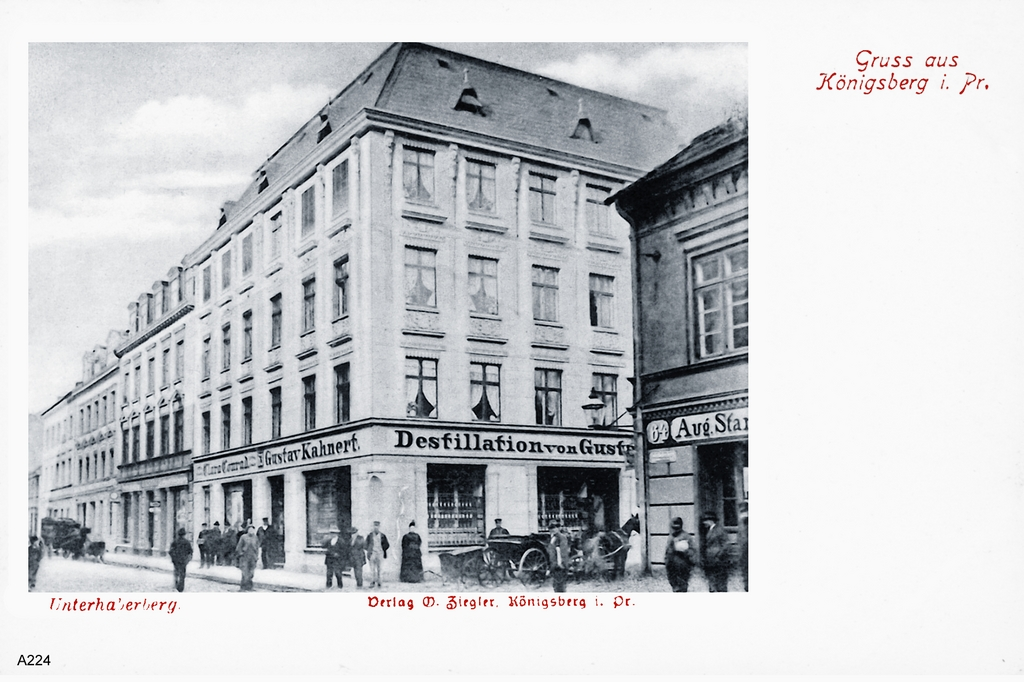
Унтерхаберберг в 1920-х годах
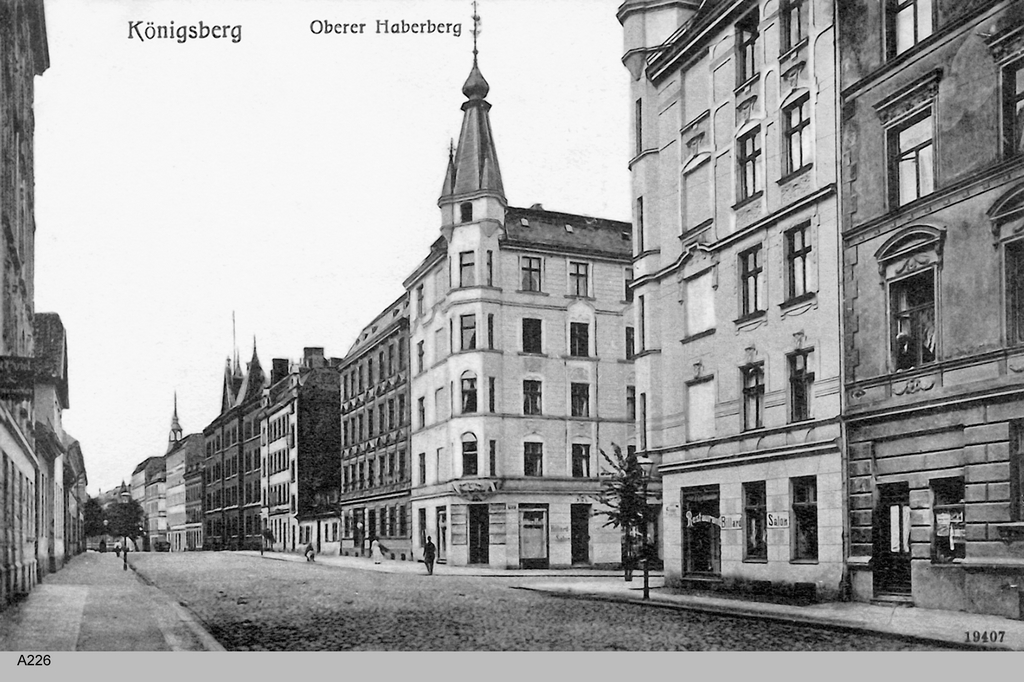
Оберхаберберг (ныне улица Богдана Хмельницкого)
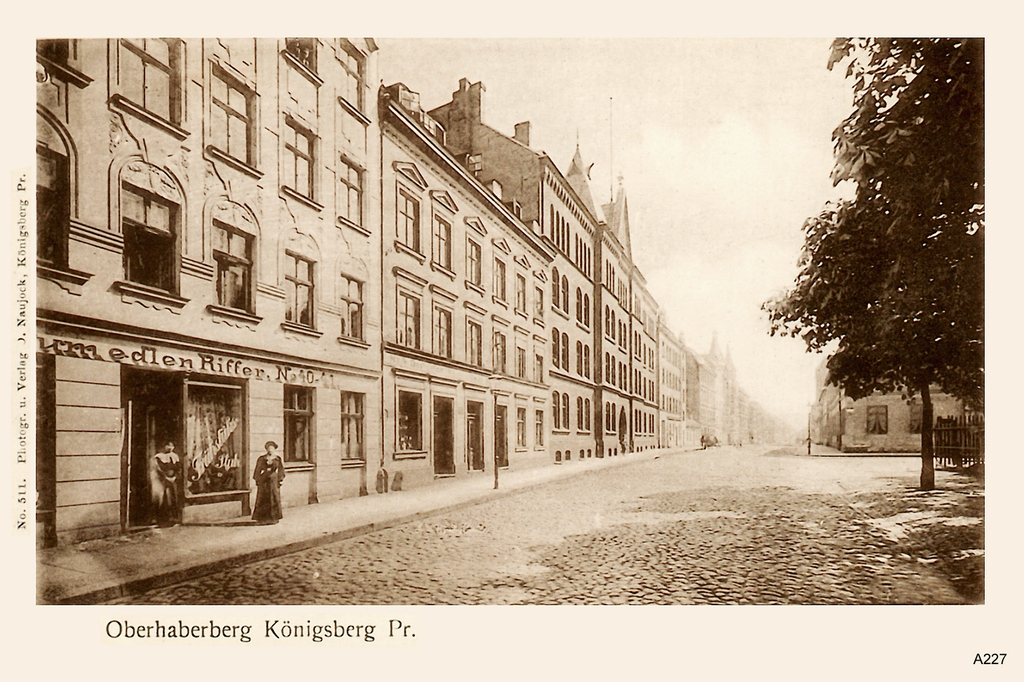
Оберхаберберг
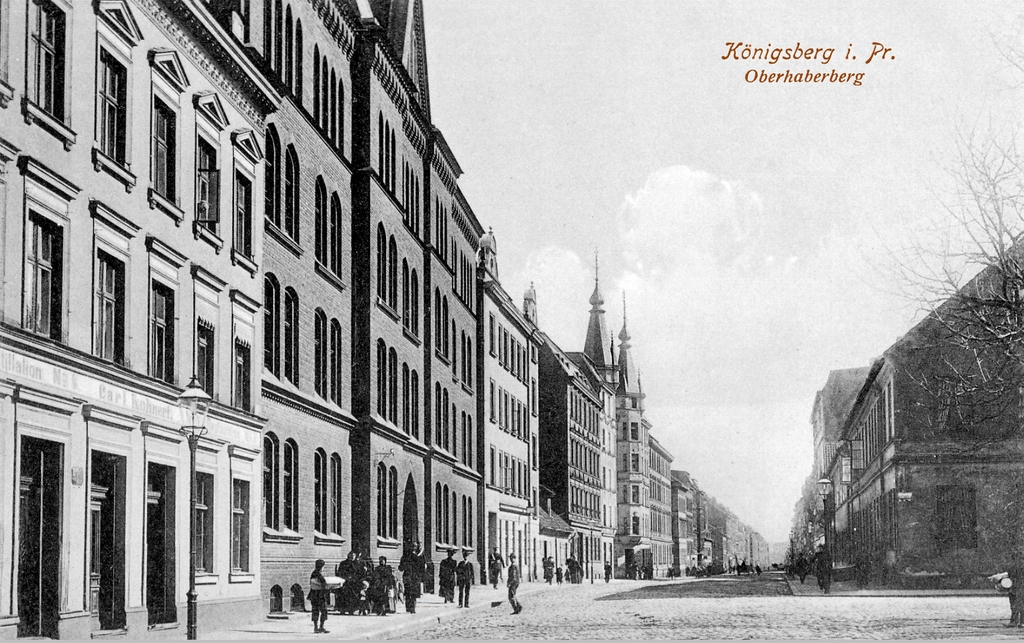
Оберхаберберг
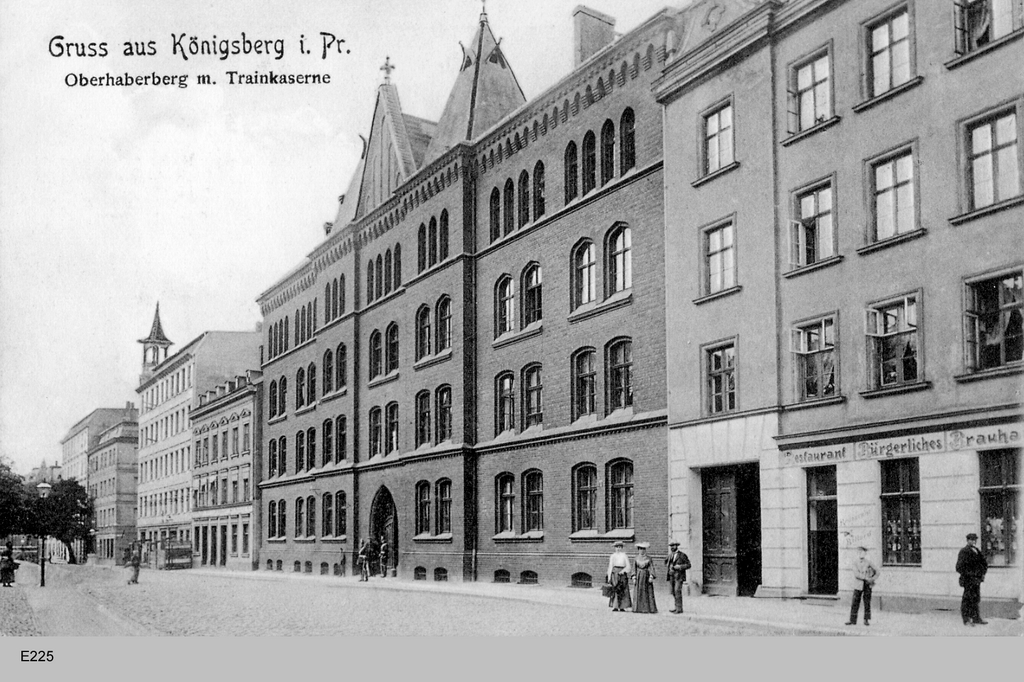
Оберхаберберг, железнодорожная казарма
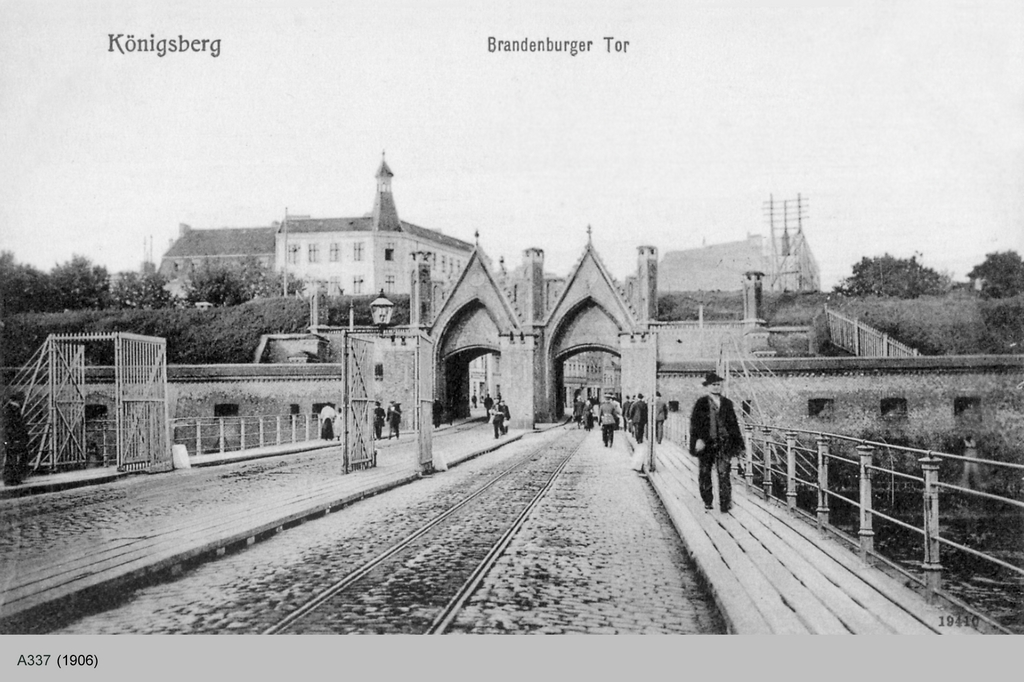
Бранденбургские ворота в начале XX века, справа за стеной Старое Кнайпхофское кладбище
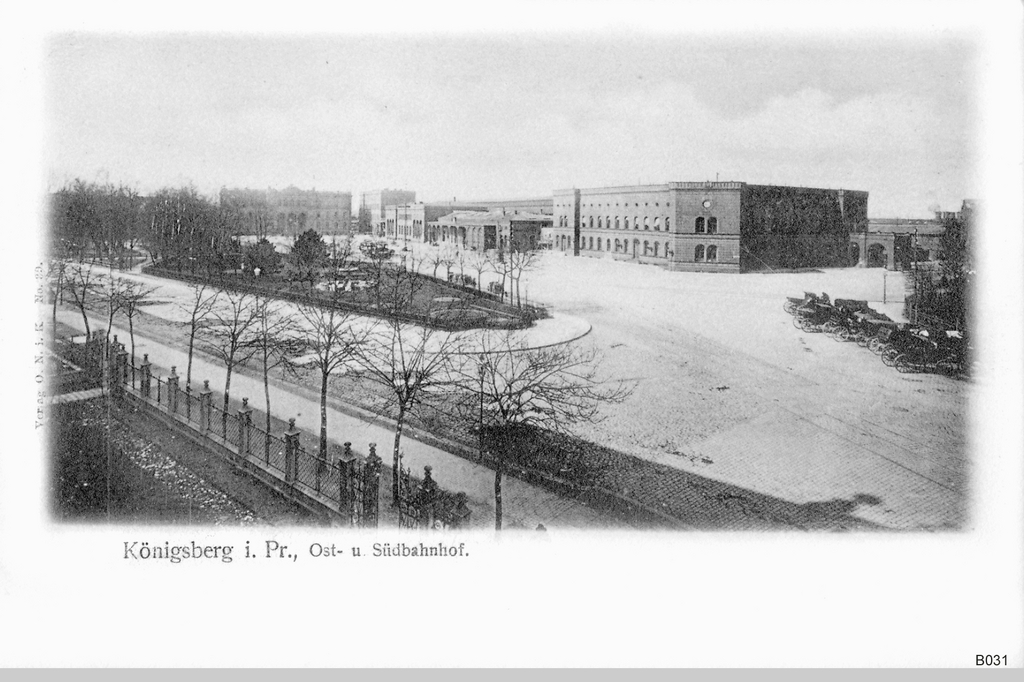
Восточный и Южный вокзалы, снесённые после строительства Главного вокзала в конце 1920-х годов
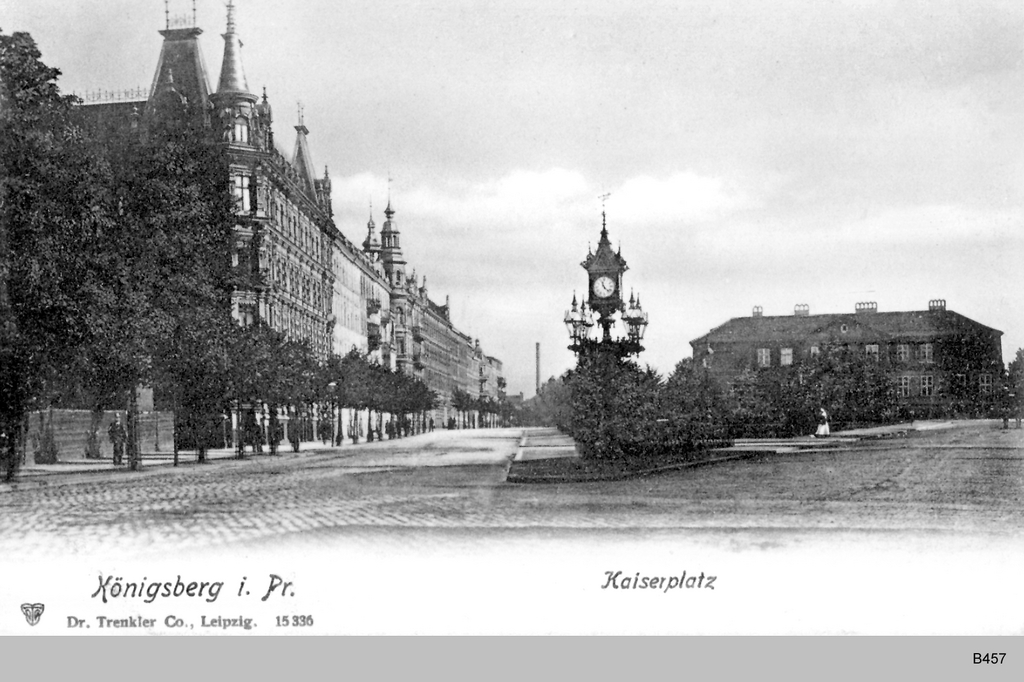
Кайзерплац на границе Хаберберга и Форштадта (ныне улица Мореходная)
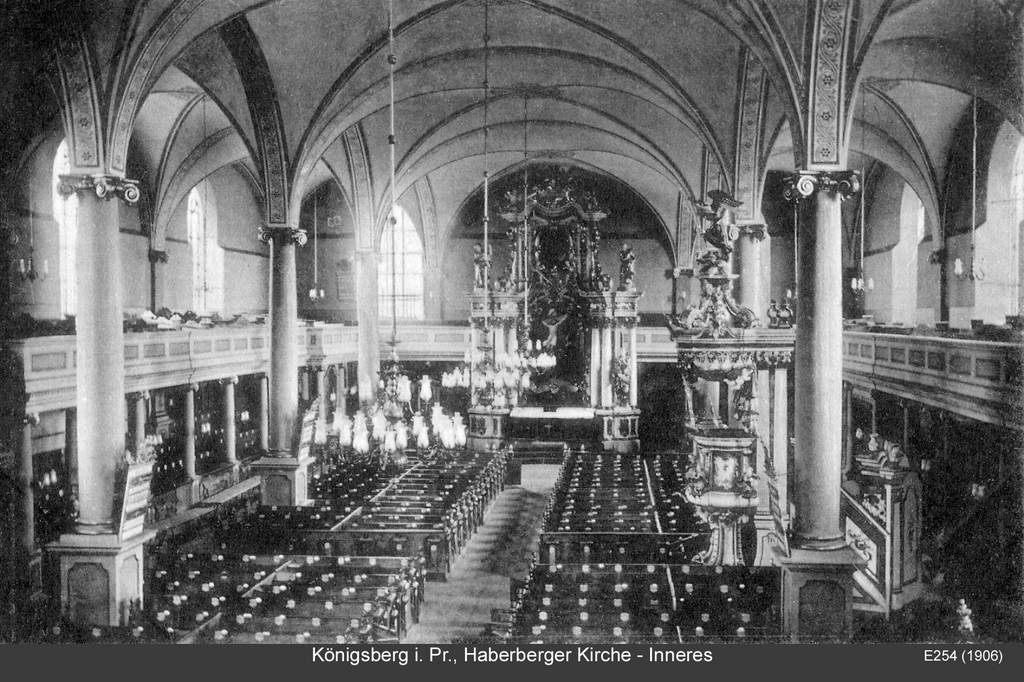
Интерьер Хабербергской кирхи
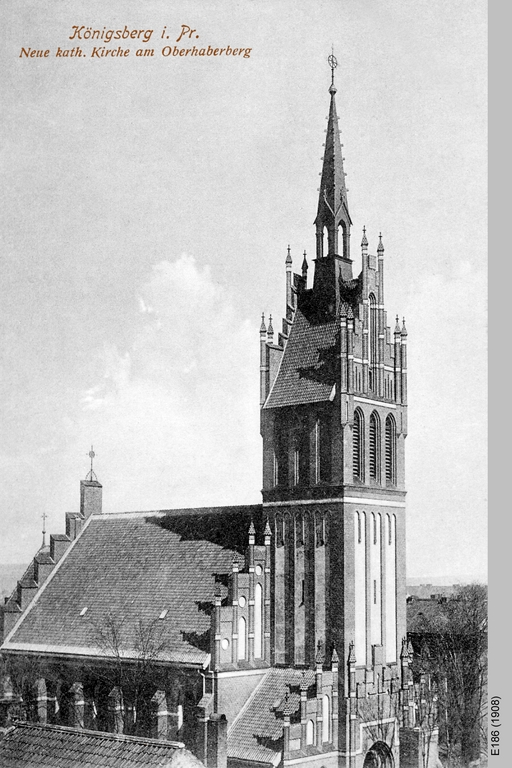
Католическая Кирха Святого Семейства
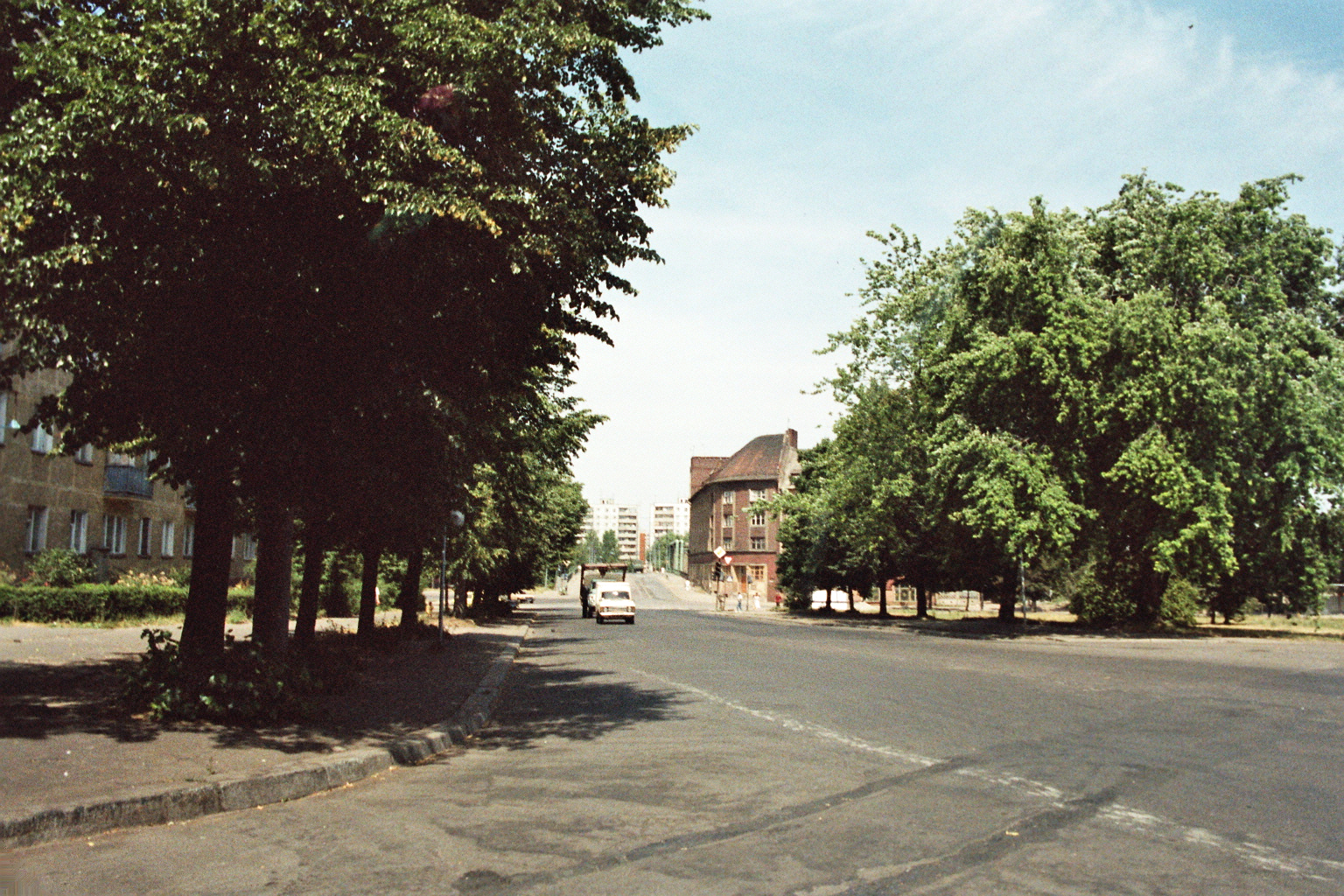
Вид на Прегель, справа раньше располагалась Кирха Лютера (фото 1982 года)
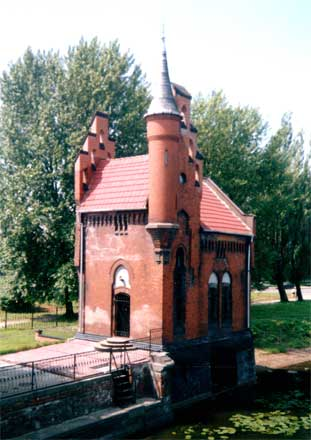
Помещение для разводного механизма у Высокого моста на улице Багратиона (современное фото).